# Eupithecia perfidata
Eupithecia perfidata är en fjärilsart som beskrevs av Mann 1854. Eupithecia perfidata ingår i släktet Eupithecia och familjen mätare. Inga underarter finns listade i Catalogue of Life.